# Стефановский, Геннадий Александрович
Геннадий Александрович Стефановский (15 марта 1936, Монастырище, Приморский край — 29 января 2006, Москва) — советский и российский военный деятель, генерал-полковник (16.08.1989), кандидат исторических наук (1990).

## Биография
Родился 15 марта 1936 года в селе Монастырище Черниговского района Приморского края.
В 1954 году окончил среднюю школу.
В сентябре 1954 года поступил в 1-е Московское военное авиационное радиотехническое училище ВВС.
С октября 1957 года, после окончания училища оставлен в нем командиром курсантского взвода.
С мая 1958 года секретарь комсомольской организации батальона, а с октября 1959 года помощник начальника политического отдела по комсомольской работе Тамбовского военного авиационного радиотехнического училища ВВС.
С декабря 1960 года помощник начальника политического отдела по комсомольской работе истребительной авиационной дивизии МВО.
С октября 1962 старший инструктор отдела комсомольской работы политического управления МВО, а с июля 1964 года начальник отдела комсомольской работы — помощник по комсомольской работе начальника политуправления МВО.
В 1965 году заочно окончил юридический факультет Военно-политической академии им. В. И. Ленина.
С ноября 1966 года заместитель начальника отдела комсомольской работы Главного политического управления СА и ВМФ.
С декабря 1967 года начальник отдела комсомольской работы — помощник начальника политуправления по комсомольской работе Сухопутных войск.
С марта 1970 года начальник политотдела — заместитель командира мотострелковой дивизии по политчасти ДВО.
В 1975 году окончил Военную академию Генерального штаба Вооруженных Сил СССР им. К. Е. Ворошилова.
С августа 1975 года первый заместитель начальника политуправления, а с октября 1976 года член военного совета — начальник политуправления 8-й гвардейской общевойсковой армии Группы советских войск в Германии (Нора).
С июня 1980 года старший инспектор по Сухопутным и Ракетным войскам, а с декабря 1982 года заместитель начальника управления — начальник инспекции управления организационно-партийной работы Главного политуправления СА и ВМФ.
С августа 1985 года член военного совета — начальник политуправления ТуркВО.
С марта 1988 года заместитель начальника Главного политуправления СА и ВМФ — начальник управления пропаганды и агитации (с июля 1989 года — управление идеологической работы, с апреля 1990 года — управление воспитательной работы).
14 ноября 1990 года Распоряжением Президента СССР назначен членом Комиссии по вопросам помилования при Президенте СССР.
С апреля 1991 года — первый заместитель начальника Главного Военно-политического управления Вооруженных Сил СССР — начальник управления воспитательной работы.
С декабря 1991 года по сентябрь 1992 года — помощник Главнокомандующего РВСН по работе с личным составом.
После увольнения в запас в декабре 1992 работал советником председателя Российского союза ветеранов Афганистана, старшим советником председателя ВПК «МАПО». С 1998 года начальник отдела платного обучения Военного университета Минобороны РФ.
Делегат XXVII, XXVIII съездов КПСС и XIX Всесоюзной конференции КПСС.
Принимал участие в боевых действиях в составе ограниченного контингента советских войск в Афганистане в 1983, 1985—1988 гг., в Эфиопии в 1990 г.
Сын — Стефановский Андрей Геннадьевич (1953—2010), офицер.
Дочь Ксения Геннадиевна 14 августа1971г.р., окончила факультет журналистики МГУ
Автор двух книг.
Скончался 29 января 2006 года на 70-м году жизни. Похоронен на Троекуровском кладбище в Москве (участок 6А).

## Воинские звания
- генерал-майор  (14.02.1978)
- генерал-лейтенант  (05.11.1985)
- генерал-полковник  (16.08.1989)

## Награды
СССР
- орден Красного Знамени (1988);
- орден Трудового Красного Знамени (1985);
- два ордена Красной Звезды (1968, 1969);
- орден «За службу Родине в Вооруженных Силах СССР» III степени (1980);
  - медали СССР и РФ, в том числе:
  - «За воинскую доблесть. В ознаменование 100-летия со дня рождения Владимира Ильича Ленина»;
  - «Ветеран Вооружённых Сил СССР»;
  - «За укрепление боевого содружества»;
  - «За освоение целинных земель»;
  - «За безупречную службу» 1-й степени.

Других государств
 ГДР:
- орден «За заслуги перед Отечеством»  III степени - бронза

 ДРА:
- орден Красного Знамени (05.05.1987);
- медаль «Воину-интернационалисту от благодарного афганского народа»

 Куба:
- медаль «30-я годовщина Революционных Вооруженных сил Кубы» (24.11.1986)

 МНР:
- медаль «30 лет Халхин-Гольской Победы»  (15.08.1969);
- медаль «60 лет Монгольской Народной Армии» (29.12.1981)

 ПНР:
- медаль «Братство по оружию» (12.10.1988)

 Чехословакия:
- медаль «За укрепление дружбы по оружию»II степени - серебро;
- Медаль «40 лет освобождения Чехословакии Советской Армией» (11.03.1985)